# Okres Kroměříž
Kroměříž (Duits: Kremsier) is een district (Tsjechisch: Okres) in de Tsjechische regio Zlín. De hoofdstad is Kroměříž. Het district bestaat uit 79 gemeenten (Tsjechisch: Obec). Sinds 1 januari 2007 hoort de gemeente Bělov, die daarvoor bij dit district hoorde, bij de okres Zlín.

## Lijst van gemeenten
De obce (gemeenten) van de okres Kroměříž. De vetgedrukte plaatsen hebben stadsrechten. De cursieve plaatsen zijn steden zonder stadsrechten (zie: vlek).
Bařice-Velké Těšany - Bezměrov - Blazice - Bořenovice - Brusné - Břest - Bystřice pod Hostýnem - Cetechovice - Dřínov - Holešov - Honětice - Horní Lapač - Hoštice - Hulín - Chomýž - Chropyně - Chvalčov - Chvalnov-Lísky - Jankovice - Jarohněvice - Karolín - Komárno - Koryčany - Kostelany - Kostelec u Holešova - Kroměříž - Kunkovice - Kurovice - Kvasice - Kyselovice - Lechotice - Litenčice - Loukov - Lubná - Ludslavice - Lutopecny - Martinice - Míškovice - Morkovice-Slížany - Mrlínek - Němčice - Nítkovice - Nová Dědina - Osíčko - Pacetluky - Pačlavice - Počenice-Tetětice - Podhradní Lhota - Prasklice - Pravčice - Prusinovice - Přílepy - Rajnochovice - Rataje - Roštění - Roštín - Rusava - Rymice - Skaštice - Slavkov pod Hostýnem - Soběsuky - Střílky - Střížovice - Sulimov - Šelešovice - Troubky-Zdislavice - Třebětice - Uhřice - Věžky - Vítonice - Vrbka - Zahnašovice - Záříčí - Zástřizly - Zborovice - Zdounky - Zlobice - Žalkovice - Žeranovice
Kroměříž · Uherské Hradiště · Vsetín · Zlín